# Хуан Карлос Валенсуела
Хуан Карлос Валенсуела (ісп. Juan Carlos Valenzuela, нар. 15 травня 1984, Гуаймас, Сонора) — мексиканський футболіст, захисник клубу «Америка» та національної збірної Мексики.

## Клубна кар'єра
У дорослому футболі дебютував 2003 року виступами за команду клубу «Атлас», в якій провів чотири сезони, взявши участь у 107 матчах чемпіонату. Більшість часу, проведеного у складі «Атласа», був основним гравцем захисту команди.
Протягом 2008 року захищав кольори «Естудіантес Текос».
До складу клубу «Америка» приєднався 2009 року. Відтоді встиг відіграти за команду з Мехіко понад 100 матчів в національному чемпіонаті.

## Виступи за збірну
2009 року дебютував в офіційних матчах у складі національної збірної Мексики. Наразі провів у формі головної команди країни 18 матчів.
У складі збірної був учасником розіграшу Золотого кубка КОНКАКАФ 2009 року, здобувши того року титул континентального чемпіона, а також розіграшу Золотого кубка КОНКАКАФ 2013 року, на якому мексиканці вибули з боротьби на стадії півфіналів.

## Титули і досягнення
- Переможець Золотого кубка КОНКАКАФ: 2009